# Paul Marie Cao Đình Thuyên
Paul Marie Cao Đình Thuyên (Tràng Lưu, 7 gennaio 1927 – Vinh, 29 agosto 2022) è stato un vescovo cattolico vietnamita.

## Biografia
Paul Marie Cao Đình Thuyên nacque il 7 gennaio 1927 a Tràng Lưu, località oggi parte del comune di Lộc Yên nel distretto Hương Khê della provincia di Ha Tinh. 
Sentita fin da bambino la vocazione al sacerdozio, su raccomandazione del suo parroco, nel 1938 iniziò gli studi presso la scuola Xuân Phong e poi nel 1942 entrò nel seminario minore di Xã Đoài. Nel 1950 lavorò presso l'attuale comune di Nghi Diên nella provincia di Nghe An, all'epoca sede di un villaggio di cattolici chiamato Xã Đoài ancora oggi conosciuto per la coltivazione dell'omonima cultivar di arance, dove si occupò della gestione pubblica delle case. Dopo questa esperienza lavorativa completò gli studi presso il seminario nel 1957 e successivamente svolse il servizio pastorale.
Fu ordinato diacono il 1º febbraio 1960 e presbitero il 14 maggio successivo dal vescovo Jean Baptiste Trần Hữu Đức, incardinandosi nella diocesi di Vinh. Fu parroco della parrocchia di Quy Hậu fino al 1971, quando fu nominato direttore della casa vescovile. Nel 1980 fu nominato vicario generale e parroco delle parrocchie di Nhân Hòa e di Xã Đoài.
Il 6 luglio 1992 papa Giovanni Paolo II lo nominò vescovo coadiutore di Vinh. Ricevette l'ordinazione episcopale il 19 novembre successivo per l'imposizione delle mani del vescovo Pierre Jean Trần Xuân Hạp.
Succedette al governo della diocesi l'11 dicembre 2000. Durante il suo ministero si impegnò molto nella riforma strutturale della diocesi, visitando tutte le parrocchie per riorganizzarle in modo più efficiente e istituendo numerose opere sociali per la collettività, guadagnandosi l'affetto e la stima dei fedeli che ancora oggi lo ricordano come un uomo amabile e disponibile.
Resse la diocesi per nove anni e mezzo, ritirandosi il 13 maggio 2010. Morì a Vinh il 29 agosto 2022 all'età di 95 anni.

## Genealogia episcopale e successione apostolica
La genealogia episcopale è:
- Cardinale Scipione Rebiba
- Cardinale Giulio Antonio Santori
- Cardinale Girolamo Bernerio, O.P.
- Vescovo Claudio Rangoni
- Arcivescovo Wawrzyniec Gembicki
- Arcivescovo Jan Wężyk
- Vescovo Piotr Gembicki
- Vescovo Jan Gembicki
- Vescovo Bonawentura Madaliński
- Vescovo Jan Małachowski
- Arcivescovo Stanisław Szembek
- Vescovo Felicjan Konstanty Szaniawski
- Vescovo Andrzej Stanisław Załuski
- Arcivescovo Adam Ignacy Komorowski
- Arcivescovo Władysław Aleksander Łubieński
- Vescovo Andrzej Stanisław Młodziejowski
- Arcivescovo Kasper Kazimierz Cieciszowski
- Vescovo Franciszek Borgiasz Mackiewicz
- Vescovo Michał Piwnicki
- Arcivescovo Ignacy Ludwik Pawłowski
- Arcivescovo Kazimierz Roch Dmochowski
- Arcivescovo Wacław Żyliński
- Vescovo Aleksander Kazimierz Bereśniewicz
- Arcivescovo Szymon Marcin Kozłowski
- Vescovo Mečislovas Leonardas Paliulionis
- Arcivescovo Bolesław Hieronim Kłopotowski
- Arcivescovo Jerzy Józef Elizeusz Szembek
- Vescovo Stanisław Kazimierz Zdzitowiecki
- Cardinale Aleksander Kakowski
- Papa Pio XI
- Vescovo Jean-Baptiste Nguyễn Bá Tòng
- Vescovo Thaddée Anselme Lê Hữu Từ, O.Cist.
- Cardinale Joseph Marie Trịnh Như Khuê
- Cardinale Joseph-Marie Trịnh Văn Căn
- Vescovo Pierre Jean Trần Xuân Hạp
- Vescovo Paul Marie Cao Đình Thuyên

La successione apostolica è:
- Vescovo Paul Nguyễn Thái Hợp, O.P. (2010)